# Xinqiao Zhen (köping i Kina)
Xinqiao Zhen (kinesiska: 新桥, 新桥镇) är en köping i Kina. Den ligger i provinsen Yunnan, i den sydvästra delen av landet, omkring 110 kilometer väster om provinshuvudstaden Kunming. Antalet invånare är 29 294. Befolkningen består av 14 057 kvinnor och 15 237 män. Barn under 15 år utgör 17,0 %, vuxna 15-64 år 72 %, och äldre över 65 år 9,0 %.
Genomsnittlig årsnederbörd är 846 millimeter. Den regnigaste månaden är juli, med i genomsnitt 185 mm nederbörd, och den torraste är januari, med 5 mm nederbörd.